# HD 104067
HD 104067 és una nana taronja de magnitud 8 situada aproximadament en la constel·lació del Corb. És una estrella més petita, freda i tènue i menys massiva que el Sol. La seva metal·licitat és set vuitens la del Sol. El 2009 s'hi va descobrir un gegant gasós orbitant-la.
| Companya (per ordre des de l'estrella) | Massa    | Semieix major (ua) | Període orbital (dies) | Excentricitat | Inclinació | Radi |
| -------------------------------------- | -------- | ------------------ | ---------------------- | ------------- | ---------- | ---- |
| b                                      | ≥0.16 MJ | 0.26               | 55.8                   | ?             | —          | —    |